# Cases d'en Comadran
Les Cases d'en Comadran és una obra eclèctica de Sabadell (Vallès Occidental) inclosa a l'Inventari del Patrimoni Arquitectònic de Catalunya.

## Descripció
Edifici cantoner de planta baixa i dos pisos, que allotja un conjunt format per tres habitatges i un despatx magatzem. Les façanes estan molt recarregades de les que sobresurt una voluminosa balconada amb pòrtic sostingut per quatre columnes i una tribuna. La façana de la planta baixa és de pedra, la resta està estucada i ornada amb elements de pedra a la cornisa, frontons i dintells de les obertures. El segon pis és producte d'una addició i el seu tractament és més senzill que la resta de l'edifici.